# Gevlekte dwergspecht
De gevlekte dwergspecht (Picumnus pygmaeus) is een vogel uit de familie Picidae (spechten).

## Verspreiding en leefgebied
Deze soort is endemisch in oostelijk Brazilië.